# Valentina Steiner
Valentina Steiner (* 19. Juli 2006 in Remseck am Neckar) ist eine deutsche Tennisspielerin.

## Karriere
Steiner bevorzugt Sandplätze und spielt bislang vor allem nationale Ranglistenturniere und Turniere auf der ITF Women’s World Tennis Tour.
2020 wurde Steiner bei den Deutschen Jugendmeisterschaften in Ludwigshafen Vizemeisterin in der Altersklasse U 14. Außerdem gewann sie im selben Jahr noch den Titel beim Tennis Europe-Tour Rotterdam & Waiblingen und war Finalistin beim Internationalen Jugendturnier Hannover.
2021 gewann sie das internationale Jugendturnier in Bree sowie das ITF Offenbach der U18 im Doppel.
2022 gewann sie das Damenturnier Karlsruhe und wurde Zweite beim ITF Jugendturnier Offenbach.
2023 wurde Steiner in das Porsche Junior Team aufgenommen. Außerdem gewann sie das J100 Neunkirchen, das J100 Budapest, das J200 Renningen Rutesheim und wurde Zweite beim J100 Leszno sowie Baden-Württembergische Vizemeisterin.
2025 erhielt sie im Juli eine Wildcard für die Qualifikation für das Hauptfeld im Dameneinzel der MSC Hamburg Ladies Open, ihrem ersten Turnier auf der WTA Tour. Mit Siegen über Renáta Jamrichová und Sada Nahimana konnte sie sich für das Hauptfeld qualifizieren, wo sie gegen Caroline Werner antrat, die sich ebenfalls für das Hauptfeld qualifizieren konnte.
Von 2019 bis 2024 trat Steiner für den TEC Waldau Stuttgart an und spielte dabei 2022 in der 1. Bundesliga sowie in den Jahren 2023 und 2024 in der zweiten Bundesliga. Ende 2024 gab sie ihren Wechsel zum Heidelberger TC bekannt, wo sie in der zweiten Bundesliga spielen wird.